# Caerano di San Marco
Caerano di San Marco (velenceiül Carean) egy község (comune) Olaszországban, a Veneto régióban.

## Érdekességek
- A város neve 1872-ig egyszerűen Caerano volt.